# Miroslav Brkljača
Miroslav Brkljača (Split, 29. rujna 1932. – ?, 2000.) bio je hrvatski nogometaš, obrambeni igrač. U Hajduku igrao od 1952. do 1965., ukupno 401 utakmicu i postigao jedan pogodak. Sudjelovao u osvajanju naslova prvaka države 1954./55. Jednu sezonu nastupao za La Chaux de Fonds. Kako je taj klub te godine bio šampion Švicarske, igrao je Kup prvaka, pa je i Brkljača odigrao dvije utakmice protiv St. Étiennea i jednu protiv Benfice. Igrao na mjestu centarhalfa. Trenirao klubove u splitskoj okolici.  Dobitnik je jednog od najvecih Hajdukovih priznanja - zlatne kapetanske trake. Osim njega, ovu nagradu su dobili Bernard Vukas Bajdo, Ljubomir Benčić, Mirko Bonačić, Veljko Poduje, Jozo Matošić, Luka Kaliterna, Davor Grčić, Frane Matošić, Stane Krstulović, Boro Primorac, Vedran Rožić, Ivica Hlevnjak, Petar Nadoveza, Zvonko Bego, Vinko Cuzzi, Ljubomir Kokeza, Zlatko Papec, Dragan Holcer, Jurica Jerković i Ivica Šurjak.
Statistika u Hajduku
| Natjecanje        | Nastupi | Zgoditci |
| ----------------- | ------- | -------- |
| Prvenstvo         | 147     | 0        |
| Kup               | 24      | 0        |
| Superkup          | 0       | 0        |
| Međunarodne       | 6       | 0        |
| Splitski podsavez | 0       | 0        |
| Ukupno            | 177     | 0        |
| Prijateljske      | 224     | 1        |
| Sveukupno         | 401     | 1        |